# Кёнигсфельд (Мекленбург)
Кёнигсфельд (нем. Königsfeld) — община в Германии, в земле Мекленбург-Передняя Померания.
Входит в состав района Северо-Западный Мекленбург. Подчиняется управлению Рена. Население составляет 964 человек (на 31 декабря 2013 года). Занимает площадь 32,40 км².
Образована 13 июня 2004 года в результате объединения общин Бюлов, Демерн и Грос-Рюнц.